# Draconarius sichuanensis
Draconarius sichuanensis là một loài nhện trong họ Amaurobiidae.
Loài này thuộc chi Draconarius. Draconarius sichuanensis được Jia-Fu Wang & Peter Jäger miêu tả năm 2007.